# Badminton-Ozeanienmeisterschaft 2014/Mannschaft
Die Badminton-Ozeanienmeisterschaft 2014 fand vom 10. bis zum 15. Februar 2014 in Ballarat (Australien) statt. Folgend die Ergebnisse der Mannschaften.

## Endstand
1. Australien
2. Neuseeland
3. Neukaledonien
4. Tahiti 1
5. Tahiti 2
6. Nauru
7. Tonga
8. Kiribati